# Тобиас, Мануэл
Мануэ́л Тоби́ас да Крус Жу́ниор (порт. Manoel Tobias da Cruz Júnior; 19 апреля 1971, Салгейру, Бразилия) — бразильский футболист, игрок в мини-футбол. Лучший бомбардир в истории сборной Бразилии по мини-футболу. Двукратный чемпион мира (1992 и 1996 годов), лучший игрок и бомбардир двух чемпионатов мира (1996 и 2000 годов).

## Биография
Большую часть своей карьеры Мануэл Тобиас провёл, играя в бразильских клубах. В 2002 году он перешёл в испанский клуб «Полярис Уорлд Картахена», однако затем вновь вернулся в Бразилию. Тобиас завершил карьеру 24 сентября 2007 года в матче между «Ульброй» и «Жоинвилем».
Дебютировав в сборной Бразилии в 1992 году, вскоре Мануэл уже являлся частью команды, выигравшей золото мирового первенства. На Чемпионате мира 1996 года он вновь стал чемпионом, при этом выиграв два главных индивидуальных трофея: «Золотую бутсу» и «Золотой мяч». В 2000 году, несмотря на проигрыш сборной Бразилии в финале, эти призы вновь ушли бразильскому бомбардиру.

## Достижения
В клубах
- Чемпион штата Парана среди молодёжи («Кандеяс»)
- Вице-чемпион Бразилии среди молодёжи («Кандеяс»)
- Вице-чемпион штата Парана («Кандеяс»)
- Вице-чемпион Чаша Бразилии («Воторантин»)
- Чемпион штата Пернамбуку («Воторантин»)
- Чемпион регионов Север и Северо-восток Бразилии («Воторантин»)
- Чемпион Чаши Бразилии (4): 1991 («Банфорт»), 1993, 1994 («Инпасел»), 2000 («Васко да Гама»)
- Чемпион Бразилии среди сборных штатов (4): 1991 (сборная штата Сеара), 1995, 1997 (сборная штата Риу-Гранди-ду-Сул), 2001 (сборная штата Санта-Катарина)
- Чемпион штата Риу-Гранди-ду-Сул (2): 1994, 1995 («Эншута»)
- Чемпион Бразилии (3): 1996 («Интер»/«Ульбра»), 1999 («Атлетико Минейро»), 2000 («Васко да Гама»)
- Чемпион штата Минас-Жерайс (2): 1998, 1999 («Атлетико Минейро»)
- Чемпион штата Рио-де-Жанейро (1): 2000 («Васко да Гама»)
- Чемпион штата Санта-Катарина (1): 2002 («Малви/Жарагуа»)
- Обладатель Межконтинентального кубка (2): 1996 («Интер»/«Ульбра»), 1998 («Атлетико Минейро»)

В сборной
- Чемпион мира по мини-футболу (2): 1992, 1996
- Серебряный призёр чемпионата мира по мини-футболу 2000
- Бронзовый призёр чемпионата мира по мини-футболу 2004

Личные:
- Лучший игрок мира в мини-футбол (3): 2000, 2001, 2002
- Лучший игрок Чемпионата мира по мини-футболу (2): 1996, 2000
- Лучший бомбардир Чемпионата мира по мини-футболу (2): 1996, 2000